# Alquízar
Alquízar ist eine Stadt und ein Municipio in der kubanischen Provinz Artemisa. Bis zum 31. Dezember 2010 war es Teil der damaligen Provinz La Habana.
Die Stadt liegt südwestlich von San Antonio de los Baños und westlich von Güira de Melena. Die Siedlung wurde erstmals 1616 erwähnt, als eine Kaffee-Plantage errichtet wurde. 1826 wurde eine Garnison stationiert, im Jahr 1879 wurde dann die heutige Siedlung offiziell gegründet.
Das Municipio zählt 29.616 Einwohner auf einer Fläche von 205 km², was einer Bevölkerungsdichte von 144,5 Einwohnern je Quadratkilometer entspricht.
Das Municipio ist in fünf Stadtteile (Barrio) unterteilt: Guanímar, La Paz, Pueblo, San Andrés und Tumbadero.

## Persönlichkeiten
- Antonio Núñez Jiménez (1923–1998), kubanischer Revolutionär, Anthropologe und Geograph